# Campionato sudamericano maschile under 20 di calcio 2013
Il Campionato sudamericano di calcio Under-20 2013 è stato la 26ª edizione della competizione organizzata dalla CONMEBOL e riservata a giocatori Under-20. Si è giocato in Argentina tra il 9 gennaio e il 3 febbraio 2013. La Colombia ha vinto il titolo per la terza volta. Le prime quattro classificate si sono qualificate per il Campionato mondiale di calcio Under-20 2013.

## Partecipanti
Partecipano al torneo le rappresentative delle 10 associazioni nazionali affiliate alla Confederación sudamericana de Fútbol:
| - Argentina (paese organizzatore) - Bolivia - Brasile (campione in carica) - Cile - Colombia |  | - Ecuador - Paraguay - Perù - Uruguay - Venezuela |

## Stadi
| Mendoza                    | Mendoza San Juan |
| -------------------------- | ---------------- |
| Stadio Malvinas Argentinas | Mendoza San Juan |
| Capienza: 40.268           | Mendoza San Juan |
|                            | Mendoza San Juan |
| San Juan                   | Mendoza San Juan |
| Stadio del Bicentenario    | Mendoza San Juan |
| Capienza: 25.000           | Mendoza San Juan |
|                            | Mendoza San Juan |

## Prima fase
Se due o più squadre avessero terminato il girone a pari punti, la classifica finale sarebbe stata determinata in base a questi criteri:
1. differenza reti nel girone;
2. numero di goal segnati nel girone;
3. scontri diretti;
4. sorteggio.

### Gruppo A

#### Classifica
| Pos. | Squadra   | Pt | G | V | N | P | GF | GS | DR  |
| ---- | --------- | -- | - | - | - | - | -- | -- | --- |
| 1.   | Cile      | 12 | 4 | 4 | 0 | 0 | 8  | 3  | +5  |
| 2.   | Colombia  | 6  | 4 | 2 | 0 | 2 | 10 | 5  | +7  |
| 3.   | Paraguay  | 6  | 4 | 2 | 0 | 2 | 9  | 6  | +3  |
| 4.   | Argentina | 4  | 4 | 1 | 1 | 2 | 6  | 7  | -1  |
| 5.   | Bolivia   | 1  | 4 | 0 | 1 | 3 | 3  | 15 | -12 |

#### Risultati
| Arbitro: | Vera |

|  |           |             |
|  | Marcatori | 35’ Córdoba |

| Arbitro: | Ricci |

|  |           |              |
|  | Marcatori | 21’ Castillo |

| Arbitro: | Carrillo |

|            |           |                            |
| Vietto 37’ | Marcatori | 60’ González 67’ Domínguez |

| Arbitro: | Escalante |

|                           |           |  |
| Castillo 52’ Cuevas 90+8’ | Marcatori |  |

| Arbitro: | Vera |

|                          |           |              |
| Cuevas 6’ Lichnovsky 31’ | Marcatori | 83’ Quintero |

| Arbitro: | Fedorzuck |

|                       |           |                         |
| Melano 48’ Vietto 64’ | Marcatori | 11’ Bejarano 87’ Vargas |

| Arbitro: | Escalante |

|                         |           |                                      |
| González 8’ Alborno 54’ | Marcatori | 23’ Rojas 37’ Maturana 90’ Contreras |

| Arbitro: | Ricci |

|                                                   |           |  |
| Borja 45 ’, 52 ’, 57’ Nieto 50’ Córdoba 75 ’, 86’ | Marcatori |  |

| Arbitro: | Fedorzuck |

|                                                 |           |            |
| Gómez 8’ González 31’ Pérez 62 ’, 64’ Rojas 68’ | Marcatori | 57’ Vargas |

| Arbitro: | Carrillo |

|                                    |           |                        |
| A. Ruiz 13’ Iturbe 46’ Allione 57’ | Marcatori | 50’ Perea 74’ Quintero |

### Gruppo B

#### Classifica
| Pos. | Squadra   | Pt | G | V | N | P | GF | GS | DR |
| ---- | --------- | -- | - | - | - | - | -- | -- | -- |
| 1.   | Perù      | 7  | 4 | 2 | 1 | 1 | 7  | 5  | +2 |
| 2.   | Uruguay   | 6  | 4 | 1 | 3 | 0 | 10 | 9  | +1 |
| 3.   | Ecuador   | 5  | 4 | 1 | 2 | 1 | 5  | 5  | 0  |
| 4.   | Venezuela | 4  | 4 | 1 | 1 | 2 | 3  | 4  | -1 |
| 5.   | Brasile   | 4  | 4 | 1 | 1 | 2 | 4  | 6  | -2 |

#### Risultati
| Arbitro: | Buitrago |

|                 |           |              |
| León 38’ (aut.) | Marcatori | 28’ Parrales |

| Arbitro: | Cáceres |

|                                     |           |                                          |
| López 40’ Bentancourt 54’ Rolán 56’ | Marcatori | 19’ Reyna 44’ Gómez 86’ (rig.) Benavente |

| Arbitro: | Loustau |

|                            |           |                               |
| Fred 70’ Marcos Júnior 72’ | Marcatori | 6’ Laxalt 47’ Rolán 90’ López |

| Arbitro: | Orosco |

|  |           |              |
|  | Marcatori | 28’ Martínez |

| Arbitro: | Bascuñán |

|                      |           |  |
| Benavente 36’ (rig.) | Marcatori |  |

| Arbitro: | Buitrago |

|                       |           |                               |
| López 19’ Aguirre 85’ | Marcatori | 45+1’ Esterilla 55’ Gutiérrez |

| Arbitro: | Orosco |

|                            |           |  |
| Felipe Anderson 45’ (rig.) | Marcatori |  |

| Arbitro: | Cáceres |

|                            |           |                 |
| Esterilla 79’ Cevallos 83’ | Marcatori | 65’ (rig.) Deza |

| Arbitro: | Bascuñán |

|                            |           |                       |
| Rolán 25’ (rig.) López 59’ | Marcatori | 20’ Martínez 47’ Añor |

| Arbitro: | Loustau |

|  |           |                        |
|  | Marcatori | 23’ Reyna 90+1’ Flores |

## Girone finale

### Classifica
| Squadra qualificata per il campionato del mondo Under-20 2013 |

| Pos. | Squadra  | Pt | G | V | N | P | GF | GS | DR |
| ---- | -------- | -- | - | - | - | - | -- | -- | -- |
| 1.   | Colombia | 12 | 5 | 4 | 0 | 1 | 6  | 3  | +3 |
| 2.   | Paraguay | 10 | 5 | 3 | 1 | 1 | 7  | 4  | +3 |
| 3.   | Uruguay  | 9  | 5 | 3 | 0 | 2 | 5  | 3  | +2 |
| 4.   | Cile     | 7  | 5 | 2 | 1 | 2 | 7  | 6  | +1 |
| 5.   | Perù     | 5  | 5 | 1 | 2 | 2 | 6  | 8  | -2 |
| 6.   | Ecuador  | 0  | 5 | 0 | 0 | 5 | 4  | 11 | -7 |

### Risultati
| Arbitro: | Loustau |

|             |           |                                    |
| Castillo 9’ | Marcatori | 59’ González 77’ Pérez 81’ Cardozo |

| Arbitro: | Vera |

|           |           |                                    |
| Reyna 42’ | Marcatori | 12’ Formiliano 68’ López 88’ Rolán |

| Arbitro: | Cáceres |

|                        |           |              |
| Nieto 50’ Quintero 70’ | Marcatori | 85’ Parrales |

| Arbitro: | Carrillo |

|                                                  |           |               |
| Castillo 17’ Rubio 27’ (rig.) Baeza 74’ Mora 83’ | Marcatori | 67’ Esterilla |

| Arbitro: | Orosco |

|            |           |            |
| Araujo 27’ | Marcatori | 81’ Alonso |

| Arbitro: | Ricci |

|             |           |  |
| Córdoba 38’ | Marcatori |  |

| Arbitro: | Escalante |

|  |           |           |
|  | Marcatori | 64’ Bueno |

| Arbitro: | Loustau |

|  |           |                     |
|  | Marcatori | 18’ (rig.) Quintero |

| Arbitro: | Buitrago |

|                |           |  |
| Villamayor 86’ | Marcatori |  |

| Arbitro: | Orosco |

|                     |           |  |
| Castillo 45’ (rig.) | Marcatori |  |

| Arbitro: | Escalante |

|                         |           |                           |
| Reyna 26’, 33’ Polo 81’ | Marcatori | 50’ Uchuari 69’ Esterilla |

| Arbitro: | Ricci |

|            |           |  |
| Alonso 59’ | Marcatori |  |

| Arbitro: | Cáceres |

|             |           |           |
| Rabello 34’ | Marcatori | 7’ Flores |

| Arbitro: | Loustau |

|                          |           |           |
| Quintero 24’ Vergara 54’ | Marcatori | 88’ Rojas |

| Arbitro: | Buitrago |

|          |           |  |
| López 5’ | Marcatori |  |

## Classifica marcatori
| Gol |  |  | Giocatore              | Squadra  |
| --- |  |  | ---------------------- | -------- |
| 6   |  |  | Nicolás López          | Uruguay  |
| 5   |  |  | Nicolás Castillo       | Cile     |
| 5   |  |  | Juan Fernando Quintero | Colombia |
| 5   |  |  | Yordy Reyna            | Perù     |
| 4   |  |  | Jhon Córdoba           | Colombia |
| 4   |  |  | Ely Esterilla          | Ecuador  |
| 4   |  |  | Derlis González        | Paraguay |
| 4   |  |  | Diego Rolán            | Uruguay  |
| 3   |  |  | Miguel Borja           | Colombia |
| 3   |  |  | Matías Rodrigo Pérez   | Paraguay |